# Terry Coner
Terry Bernard Coner (Birmingham, 7 novembre 1964) è un ex cestista e allenatore di pallacanestro statunitense, professionista in Europa e in Sudamerica.

## Carriera
Venne selezionato dagli Atlanta Hawks al secondo giro del Draft NBA 1987 (44ª scelta assoluta).